# Всесоюзна центральна рада професійних спілок

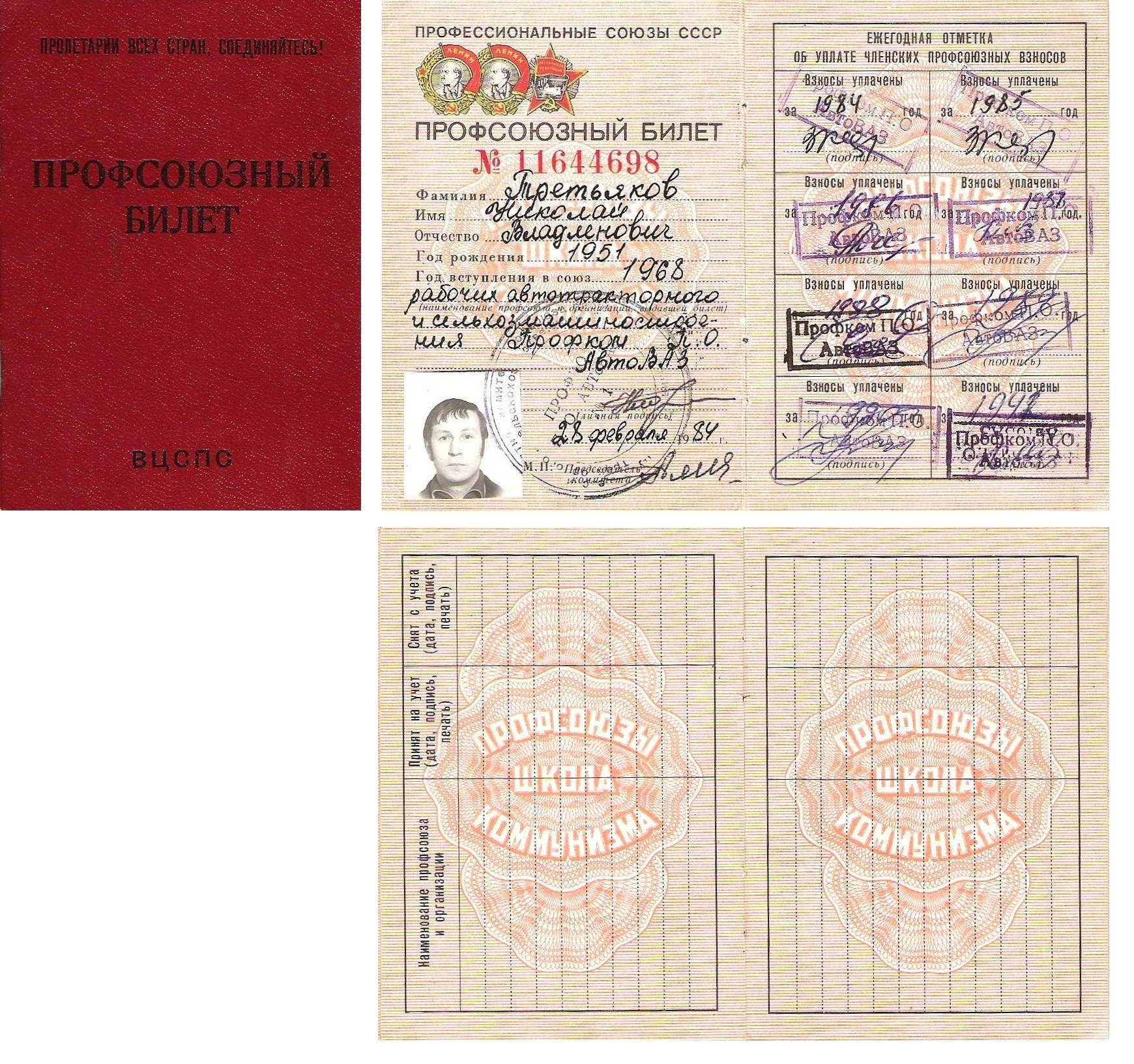
Профспілковий квиток Всесоюзної центральної ради професійних спілок СРСР.

Всесоюзна центральна рада професійних спілок (ВЦРПС) — орган профспілок СРСР, що здійснював керівництво всією їхньою діяльністю у проміжках між з’їздами профспілок СРСР. Обиралась з’їздом терміном на 4 роки у складі, що ним і визначався, і складалась із членів та кандидатів у члени ВЦРПС.
Відповідно до Статуту профспілок СРСР, пленуми ВЦРПС проводились не рідше 1 разу на 6 місяців. ВЦРПС обирала президію, що здійснювала керівництво роботою профспілок між пленумами, до складу якої входили голова ВЦРПС, секретарі ВЦРПС та члени Президії. Для організаційно-виконавчої поточної роботи ВЦРПС обирала Секретаріат.

## Функції ВЦРПС
- брала участь у розробці народно-господарчих планів;
- керувала соціалістичним змаганням та рухом за комуністичну працю;
- заслуховувала звіти комітетів і рад профспілок, а також доповіді міністерств, відомств та державних комітетів з питань виробництва, праці й культурно-побутового обслуговування робітників та службовців;
- була наділена правом законодавчої ініціативи, тобто могла вносити до законодавчих органів проекти законів та указів;
- брала участь у підготовці та розгляді в Раді Міністрів проектів постанов з питань заробітної платні, соціального страхування, охорони праці, культурного й побутового обслуговування працівників та контролювала додержання законів і постанов з цих питань;
- видавала інструкції, правила та роз’яснення із застосування чинного законодавства про працю;
- здійснювала керівництво справою державного соціального страхування та санаторно-курортного обслуговування працівників;
- керувала Всесоюзним товариством винахідників та раціоналізаторів, науково-технічними товариствами, добровільними спортивними товариствами профспілок, розвитком туризму;
- створювала профспілкові школи та курси;
- затверджувала профспілковий бюджет та бюджет державного соціального страхування;
- представляла радянські профспілки в міжнародному профспілковому русі та від їхнього імені входила до міжнародних профспілкових об’єднань.

## Голови та перші секретарі ВЦРПС
- 1918—1918 — Зінов'єв Григорій Овсійович (голова)
- 1918—1921 — Томський Михайло Павлович (голова)
- 1921—1922 — Рудзутак Ян Ернестович (генеральний секретар)
- 1922—1929 — Томський Михайло Павлович (голова)
- 1929—1930 — Догадов Олександр Іванович (1-й секретар)
- 1930—1944 — Шверник Микола Михайлович (1-й секретар)
- 1944—1953 — Кузнецов Василь Васильович (голова)
- 1953—1956 — Шверник Микола Михайлович (голова)
- 1956—1967 — Гришин Віктор Васильович (голова)
- 1967—1975 — Шелепін Олександр Миколайович (голова)
- 1976—1982 — Шибаєв Олексій Іванович (голова)
- 1982—1990 — Шалаєв Степан Олексійович (голова)
- 1990—1990 — Янаєв Геннадій Іванович (в.о. голови)
- 1990—1992 — Щербаков Володимир Павлович (голова)

## Заступники голови ВЦРПС
- 1954—1959 — Соловйов Леонід Миколайович
- 1977—1985 — Прохоров Василь Ілліч
- 1985—1986 — Бірюкова Олександра Павлівна
- 1986—1989 — Ломоносов Володимир Григорович
- 1989—1990 — Клочков Ігор Євгенович
- 1989—1990 — Янаєв Геннадій Іванович
- 1990—1990 — Щербаков Володимир Павлович
- 1990—1992 — Баштанюк Геннадій Сергійович
- 1990—1992 — Кузьменок Володимир Володимирович

## Секретарі ВЦРПС
- 1918—1920 — Шмідт Василь Володимирович
- 1920—1922 — Андреєв Андрій Андрійович
- 1920—1921 — Лутовінов Юрій Хрисанфович
- 1920—1921 — Рудзутак Ян Ернестович
- 1921—1929 — Догадов Олександр Іванович
- 1922—1922 — Томський Михайло Павлович
- 1929—1930 — Акулов Іван Олексійович (2-й секретар)
- 1929—1937 — Вейнберг Гаврило Давидович
- 1929—1937 — Євреїнов Микола Миколайович
- 1929—1930 — Шверник Микола Михайлович
- 1929—1931 — Полонський Володимир Іванович
- 1930—1937 — Аболін Анс Крістапович
- 1931—1931 — Анцелович Наум Маркович
- 1931—1933 — Перепечко Іван Миколайович
- 1933—1935 — Гулий Костянтин Макарович
- 1935—1937 — Полонський Володимир Іванович
- 1937—1943 — Брегман Соломон Леонтійович
- 1937—1937 — Єгорова Євгенія Миколаївна
- 1937—1944 — Москатов Петро Георгійович
- 1937—1944 — Ніколаєва Клавдія Іванівна
- 1944—1944 — Кузнецов Василь Васильович
- 1944—1949 — Сидоренко Євстигней Якович
- 1944—1954 — Соловйов Леонід Миколайович
- 1944—1950 — Тарасов Михайло Петрович
- 1945—1957 — Попова Ніна Василівна
- 1947—1950 — Осипов Олександр Петрович
- 1949—1955 — Горошкін Іван Васильович
- 1949—1954 — Кузнецова Клавдія Степанівна
- 1950—1954 — Карцев Федір Васильович
- 1950—1962 — Шевченко Андрій Іванович
- 1954—1959 — Гуреєв Іван Петрович
- 1954—1959 — Коробова Параскевія Миколаївна
- 1955—1977 — Прохоров Василь Ілліч
- 1959—1964 — Булгаков Олександр Олександрович
- 1959—1961 — Мусаханов Мірзамахмуд Мірзарахманович
- 1959—1971 — Ніколаєва Тетяна Миколаївна
- 1959—1963 — Соловйов Леонід Миколайович
- 1961—1968 — Гусейнов Камран Асад огли
- 1962—1975 — Романов Микола Миколайович
- 1962—1968 — Шкуратов Іван Федорович
- 1963—1980 — Піменов Петро Тимофійович
- 1964—1981 — Владиченко Іван Максимович
- 1968—1986 — Богатиков Володимир Федорович
- 1968—1980 — Шалаєв Степан Олексійович
- 1968—1985 — Бірюкова Олександра Павлівна
- 1971—1986 — Землянникова Людмила Андріївна
- 1975—1983 — Ушаков Андрій Петрович
- 1975—1985 — Вікторов Олексій Васильович
- 1977—1986 — Козлов Сергій Васильович
- 1977—1986 — Мацкявічюс Казімерас Юозович
- 1980—1986 — Субботін Олександр Михайлович
- 1981—1986 — Гладкий Іван Іванович
- 1981—1989 — Провоторов Віталій Петрович
- 1983—1990 — Макеєв Валентин Миколайович
- 1985—1990 — Сухорученкова Галина Федорівна
- 1985—1990 — Казаков Леонід Давидович
- 1986—1990 — Рижиков Михайло Борисович
- 1986—1990 — Турисов Каратай Турисович
- 1986—1990 — Мішин Віктор Максимович
- 1986—1989 — Клочков Ігор Євгенович
- 1986—1989 — Янаєв Геннадій Іванович
- 1989—1990 — Баштанюк Геннадій Сергійович
- 1990—1992 — Яковлєв Альберт Михайлович
- 1990—1992 — Крамаренко Станіслав Іванович
- 1990—1992 — Лебедєв Євген Полікарпович
- 1990—1992 — Юргенс Ігор Юрійович
- 1991—1992 — Окуньков Лев Андрійович

## Друковані органи ВЦРПС
- газета «Труд»,
- профспілкові журнали («Советские профсоюзы» та ін.)
- видавництво Профиздат

## Нагороди ВЦРПС
- Знак ВЦРПС «За досягнення у самодіяльному мистецтві»